# 天才貓奴畫家
《天才貓奴畫家》（英語：The Electrical Life of Louis Wain）是一部2021年英美合拍的傳記劇情片，由威爾·夏普執導並改寫賽門·史蒂芬森（Simon Stephenson）的劇本，班奈狄克·康柏拜區、克萊兒·芙伊、安德莉亞·瑞絲柏和陶比·瓊斯主演。劇情講述英國藝術家路易斯·韋恩（康柏拜區飾演）在19世紀末因超現實主義的貓畫作而聲名鵲起。
本片最先於2021年9月2日登上第48屆特柳賴德影展首映，2021年10月22日在美國有限上映，之後於2021年11月5日上線Prime Video。

## 演員
- 班奈狄克·康柏拜區 飾演 路易斯·韋恩
- 克萊兒·芙伊 飾演 艾蜜莉·李察森-韋恩（Emily Richardson-Wain）
- 安德莉亞·瑞絲柏 飾演 卡洛琳-韋恩（Caroline Wain）
- 陶比·瓊斯 飾演 威廉·英格拉姆爵士（Sir William Ingram）
- 傑米·德梅特里尤（英语：Jamie Demetriou）飾演 小理查·卡頓·伍德維爾（英语：Richard Caton Woodville Jr.）[3]
- 艾米·盧·伍德 飾演 克萊兒（Claire）[4]
- 哈莉·絲奎爾斯（英语：Hayley Squires） 飾演 瑪麗·韋恩（Marie Wain）
- 斯塔西·马汀 飾演 菲麗西·韋恩（Felicie Wain）
- 朱利安·巴瑞特（英语：Julian Barratt） 飾演 艾爾菲克博士（Dr. Elphick）
- 莎朗·魯妮 飾演 約瑟芬·韋恩（Josephine Wain）
- 阿黛爾·阿赫塔爾 飾演 丹·萊德（Dan Rider）
- 阿辛·喬德瑞（英语：Asim Chaudhry） 飾演 赫伯特·雷頓（Herbert Railton）
- 尼克·凱夫 飾演 H·G·威尔斯[1]
- 塔伊加·維迪提 飾演 馬克斯·凱斯（英语：Max Kase）[1]
- 理查德·艾欧阿德 飾演 亨利·伍德（Henry Wood）
- 蘇菲雅·迪馬蒂諾 飾演 朱迪思（Judith）

## 製作
賽門·史蒂芬森（Simon Stephenson）的原創劇本是關於英國藝術家路易斯·韋恩的傳記，入選2014年英國最搶手的未製作劇本名單。電影製作於2019年7月對外公開，由班奈狄克·康柏拜區、克萊兒·芙伊、安德莉亞·瑞絲柏和陶比·瓊斯主演。威爾·夏普簽約執導並任命為聯合編劇，8月10日在倫敦開始主要拍攝。2019年8月，艾米·盧·伍德、哈莉·絲奎爾斯、斯塔西·马汀、朱利安·巴瑞特、莎朗·魯妮、阿黛爾·阿赫塔爾和阿辛·喬德瑞加入演出陣容。

## 發行
《天才貓奴畫家》於2021年9月2日登上第48屆特柳賴德影展舉行全球首映。隨後在同月的2021年多倫多國際影展上放映。本片排定2021年10月22日在美國有限上映，2021年11月5日上線串流媒體平台Prime Video。

## 外部連結
- 互联网电影数据库（IMDb）上《天才貓奴畫家》的资料（英文）